# Ясногорівка
Ясного́рівка — село Очеретинської селищної громади Покровського району Донецької області, в Україні. Населення становить 526 осіб.

## Загальні відомості
Відстань до райцентру становить близько 57 км і проходить автошляхом місцевого значення.
Поруч із селом розташований зупинний пункт 10 км.

## Історія
До революції Красногорівська земля належала Скотуватській волості, Бахмутського повіту Катеринославської губернії. При Столипіні громада виділяла по кілька гектарів землі селянам, які проживають у п. Скотувата. Землю давали лише на чоловіків. На цій землі сіяли хліб, садили баштанку. Зі Скотуватої виїжджали на посівну з самого ранку і їхали волами. Часто бувало, що мати, батько та старші діти залишалися на 3-5 днів у степу, і це викликало необхідність будувати невеликі землянки. Земля переходила у власність, господар цієї землі міг її продати та купити в іншому місці. Так, у 1910 році першими поселенцями с. Красногорівки були Васнятин Омелян Макарович, який оселився у першій балці зі східного боку, поступово ще оселилися люди й утворився хутір Омелянівка.
У другій балці зі сходу на захід до Галушкино жили Малихін, Дергачов І. К. — ці люди мали свій наділ та жили окремо.
Сільська рада знаходилась у селі Новоселівка-Друга Авдіївського району Сталінського округа, до складу якої входили хутір Омельянівка, Клевцове, Красногорівка та Рязанов.
Після революції земля перейшла у власність держави — Красногорівка почала розростатися, але не мала назви.
У 1922 році загальними зборами селян вирішили об'єднані наділи назвати Красногорівкою, оскільки серед цієї місцевості знаходиться великий пагорб, який складається з червоної глини.
1929 року по всій УРСР пройшла колективізація. Першим організатором створення колгоспу був Балінов Федір Іванович, який і став першим головою колгоспу. Був енергійним і працьовитим, загинув за невідомих обставин: потрапив під потяг, де його й поховали.
Другим головою був Агарков Дмитро Іванович — він повністю відповідав за колективізацію колгоспу.
У 1931 році головою став Єпагін Микола. При ньому загальними зборами колгоспників вирішили назвати колгосп «Новий лад», й ця назва була до 1950 року. Коли пройшло зміцнення колгоспів, до складу «Нового ладу» увійшли колгоспи «Прогрес» імені Молотова, «Жовтень» імені М. І. Калініна.
1933 рік — в селі побудували хату-читальню.
Першим організатором комсомольської організації став Біленький Григорій Іванович.
Після звільнення території від німецько-фашистських загарбників 1943 року в селі Красногорівка проживало 850 осіб.
До 1950 року в Красногорівці було три хутори: Омелянівка, Антипівка (виселенці з Новоселівки-2), хутір Агарків.
1962 року в селі проживали 48 осіб.
З 1968 року розпочалася забудова села Красногорівка. До 1976 року було збудовано школу, сільський будинок культури, дитячий садок, будинок побуту, заасфальтовано дороги, 9 двоповерхових та 17 одноповерхових будинків для спеціалістів сільськогосподарського виробництва, 16-ти квартирний будинок для педагогів, будівлю фельдшерсько-акушерського пункту, будівлю сільської їдальні, адміністративну будівлю з водопостачанням та водовідведенням, централізовану газову котельню для опалення всіх будівель, очисні споруди. Головами колгоспу працювали: Гурковський Євген Іванович (1972), Марадудін (1974), Шитиков Микола Васильович, Горчинський Віктор Якович, Роганов Валерій Іванович, Вислогузов Сергій Васильович, Мазін Юрій Семенович.
23 січня 1974 року рішенням Донецького облвиконкому було перенесено центр Новоселівської-Другої сільської ради Ясинуватського району Донецької області в Красногорівську сільську раду з центром у селі Красногорівка та підпорядкованими їй селами: Новоселівка-Друга, Веселе, Прогрес і селище Кам'янка, які розташовані вздовж автомобільної траси Донецьк — Святогірськ.
У зв'язку з тим, що на великій частці території Красногорівської сільської ради, на землях села Прогрес побудували Авдіївський коксохімічний завод, багато працездатного населення сільської ради переселилось у місто Авдіївка на постійне місце проживання. А село Прогрес рішенням Донецького облвиконкому 24 листопада 1976 року було знято з обліку даних адміністративно-територіальних розподілів окремих населених пунктів Донецької області.
Головами сільської ради працювали Рязанов Василь Костянтинович, Шерекін Микола Васильович, Дураков Григорій Єгорович, Гмиря Микола Федорович, Роганов Валерій Іванович, Мішеніна Людмила Олександрівна, Новіков Іван Іванович, з 2002 до 2010 — Павлюк Людмила Степанівна.
Населення сільської ради станом на 01.01.2009 року складає близько 900 осіб. Зокрема в селі Красногорівка проживає 530 жителів. Працює школа, дитячий садок, будинок культури, сільська рада, є вода, природний газ, а також освітлення вулиць.
На території сільської ради для вшанування пам'яті односельців, які загинули в роки Другої Світової війни, збудовано два обеліска та три обеліска на братських могилах, для вшанування пам'яті воїнів, які загинули в боях при звільненні цих сіл.
Жертвам голодомору 1932—1933 років встановлено пам'ятний хрест.

### Російсько-українська війна
16 липня 2014 року в ході війни на сході України проросійські бойовики розстріляли «ГАЗель» батальйону «Шахтарськ» біля села, загинув солдат ЗСУ Костянтин Бегма.
13 березня 2023 року в ході повномасштабного російського вторгнення село було окуповано російськими військами.
10 квітня 2024 року Комітет Верховної Ради України з питань організації державної влади, місцевого самоврядування, регіонального розвитку та містобудування підтримав перейменування села на Ясногорівка.

## Населення
За даними перепису 2001 року населення села становило 526 осіб, із них 11,98 % зазначили рідною мову українську, 80,42 %— російську, 0,57 %— вірменську та молдовську мови.